# Sui Baoku
Sui Baoku (chiń. 隋宝库; ur. 25 kwietnia 1986 w Jiamusi) – chiński łyżwiarz szybki, specjalizujący się w short tracku, medalista mistrzostw świata, reprezentant Chin na zimowych igrzyskach olimpijskich w Turynie.